# Georges-André Chevallaz
Georges-André Chevallaz (Losanna, 7 febbraio 1915 – Losanna, 8 settembre 2002) è stato un politico svizzero del Partito Liberale Radicale, consigliere federale dal 1974 al 1983 e Presidente della Confederazione nel 1980.